# Forêt de Chepkinski
La forêt de Chepkinski fait partie des zones protégées de la Russie. territoire et le plus grand espace vert de la région de Rostov-sur-le-Don. il est nommé Chepkinski balki nom de l'endroit qui a été à l'emplacement actuel de la forêt. Les dimensions du parc sont de 4 km du nord au sud et de 4-4.5 km de l'Est à l'Ouest. jusqu'au 20 janvier 2006 il avait le statut d'une réserve de chasse d'État d'importance régionale.

## Histoire
Au début des 20 siècles sur le territoire de l'oblast de rosto pret du village de Chepkino, l'administration locale avait pris la décision de la plantation de plante ligneuses. La forêt a été créée pour pouvoir faire un élevage sur son territoire de différents types d'animaux. Mais le projet a été abandonné et la forêt est resté.
De nos jours la forêt de Chepkinski est devenu le plus grand espace vert de sa région qui se situe près d'une grande ville.

## Géographie
La forêt de Chepkinski se situe au nord-est de la ville de Rostove sur le Don. Le terrain est une sorte d'aggradation. sur le territoire de la forêt se trouve deux carrières, l'un est rempli d'eau. au centre de l'espace se trouve un étang d'eau. À l'est se trouve un lac artificiel, formé par les affluents des rivières Bolshaya Kamyshevakha et Temernik.